# Snow Crystal
「Snow Crystal」（スノー・クリスタル）は、藤井フミヤの11枚目のシングル。1996年11月21日にポニーキャニオンから発売。

## 概要
「Snow Crystal」は、Apple Computer「Macintosh」のCMソング。

## 収録曲
（全作詞：藤井フミヤ、編曲：富田素弘）
1. Snow Crystal (5:31)
作曲:藤井フミヤ
2. Rose (ロゼ) (5:12)
作曲:藤井尚之
3. Snow Crystal(Instrumental)
4. Rose (ロゼ)(Instrumental)

## 収録アルバム
- シングルス (#1)

## カバーしたアーティスト
- 2017年、城南海（アルバム『ユキマチヅキ』に収録）